# Route de l'Arctique
La route de l'Arctique est une route migratoire de substitution qui s'est développé à la suite de la guerre civile syrienne en remplacement des routes traditionnelles telles que la route méditerranéenne centrale et la route méditerranéenne orientale.

## Parcours
En approchant des frontières de l'Union européenne, les migrants passent dans la région de Kandalaksha.
Le point de passage initial pour entrer dans l'espace Schengen se trouvait au niveau de Kirkenes à la frontière entre la Norvège et la Russie, où environ 20 ressortissants syriens par mois arrivaient depuis début 2015. Cependant, le 29 novembre 2015, la frontière fut fermée du côté russe après l'arrivée de négociateur en Russie pour empêcher l'arrivée d'immigrants. Une voie d'entrée de substitution fut trouvée dans les villes de Raja-Jooseppi et Salla au nord de la Laponie finlandaise, cependant celle-ci ferma le 1er mars 2016 après un renforcement des contrôles russes et finlandais.

## Risques
Le froid et le manque d'équipement des migrants et demandeurs d'asile sont deux éléments rendant cette route particulièrement dangereuse pour les migrants.

## Coût
Selon un migrant interrogé par le New York Times en 2016, la somme de 6 000 dollars doit être payée à un facilitateur à Moscou pour qu'une famille puisse obtenir les papiers nécessaires à ses déplacements auprès des autorités russes. La somme totale pour se rendre jusqu'en Norvège ou en Finlande serait entre 10 000 et 20 000 dollars (parfois même jusqu'à 28 000 dollars).

## Statistiques
En 2015, 700 personnes auraient essayé d'entrer dans l'espace Schengen par cette route, et plus de 1 500 l'ont fait lors des deux premiers mois de 2016 avant la fermeture des postes. Selon le gouvernement finlandais, les principales nationalités représentées seraient les Afghans et les Indiens, lesquels ne peuvent généralement pas prétendre au statut de réfugiés et à la protection subsidiaire.

## Sources